# Autapse
Een autapse is een chemische of elektrische synaps van een neuron naar dezelfde neuron. Het kan ook worden beschreven als een synaps die wordt gevormd door het axon van een neuron op zijn eigen dendrieten, in vivo of in vitro.

## Geschiedenis
De term "autapse" werd voor het eerst bedacht in 1972 door Van der Loos en Glaser, die ze observeerden in Golgikleuringpreparaten van de occipitale kwab van konijnen, terwijl ze oorspronkelijk een kwantitatieve analyse van de neocortex-netwerken uitvoerden. Ook in de jaren zeventig zijn autapsen beschreven in de hersenschors van honden en ratten, basale ganglia van apen en het ruggenmerg van katten.
In 2000 werden ze voor het eerst gemodelleerd als ondersteuning van persistentie in terugkerende neurale netwerken. In 2004 werden ze gemodelleerd als een demonstratie van neuraal oscillerend gedrag,
 dat afwezig was in hetzelfde modelneuron zonder autapse. Meer specifiek oscilleerde het neuron tussen hoge prikkelafgiften en prikkelonderdrukking, wat het piek-uitbarstingsgedrag weerspiegelt dat doorgaans wordt aangetroffen in hersenneuronen. In 2009 werden autapsen voor het eerst geassocieerd met aanhoudende activering. Dit stelde een mogelijke functie voor geprikkelde autapsen binnen een neuraal netwerk voor. In 2014 werd aangetoond dat elektrische autapsen stabiele doel- en spiraalgolven genereren in een neuraal modelnetwerk. Dit gaf aan dat ze een belangrijke rol speelden bij het stimuleren en reguleren van het collectieve gedrag van neuronen in het netwerk. In 2016 werd een resonantiemodel voorgesteld.
Autapsen zijn gebruikt om "dezelfde cel"-omstandigheden te simuleren om onderzoekers te helpen kwantitatieve vergelijkingen te maken, zoals het bestuderen van hoe N-methyl-D-aspartaatreceptor (NMDAR) antagonisten synaptische versus extrasynaptische NMDAR's beïnvloeden.

## Vorming
Er is voorgesteld dat autapsen mogelijk kunnen ontstaan als gevolg van blokkering van neuronale signaaloverdracht, zoals in gevallen van axonale schade veroorzaakt door vergiftiging of verstopte ionkanalen. Dendrieten uit het perikaryon kunnen zich naast een hulpaxon ontwikkelen om een autapse te vormen om de signaaloverdracht van het neuron te helpen herstellen.

## Structuur en functie
Autapsen kunnen glutamaat- (stimulerend) of GABA-vrijgeven (remmend) net als hun traditionele synapse-tegenhangers. Op dezelfde manier kunnen autapsen elektrisch of chemisch van aard zijn.
In grote lijnen heeft negatieve terugkoppeling bij autapsen de neiging prikkelbare neuronen te remmen, terwijl positieve teugkoppeling latente neuronen kan stimuleren.
Hoewel de stimulatie van remmende autapsen geen hyperpolariserende remmende postsynaptische actiepotentialen induceerde in interneuronen van laag V van de neocorticale lagen, is aangetoond dat ze de prikkelbaarheid beïnvloeden. Bij gebruik van een GABA-antagonist om autapsen te blokkeren, nam de kans op een onmiddellijk daaropvolgende tweede depolarisatiestap toe na een eerste depolarisatiestap. Dit suggereert dat autapsen werken door de tweede van twee nauw getimede depolarisatiestappen te onderdrukken en daarom kunnen ze de negatieve terugkoppeling op deze cellen remmen. Dit mechanisme kan mogelijk ook de remming van de shunting verklaren. (Shunting is een gebeurtenis in het neuron die optreedt wanneer een prikkelend postsynaptisch potentiaal en een remmend postsynaptisch potentiaal dicht bij elkaar op een dendriet voorkomen.)

## Voorkomen

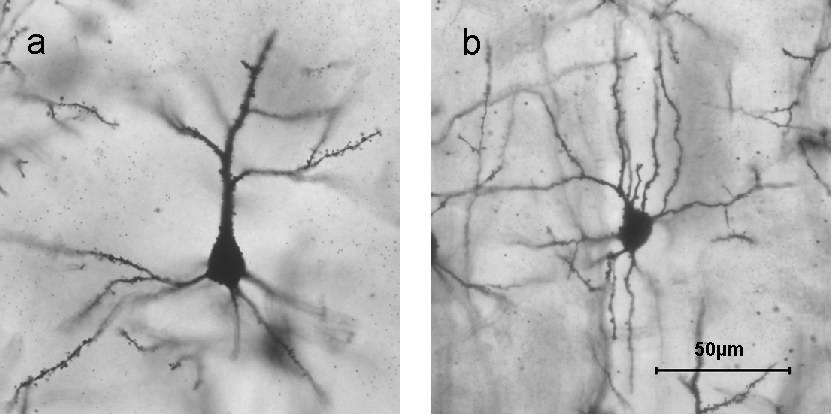
Golgi gekleurde corticale neuronen a) Laag II/III pyramidecel b) laag IV stekelige stellate cel

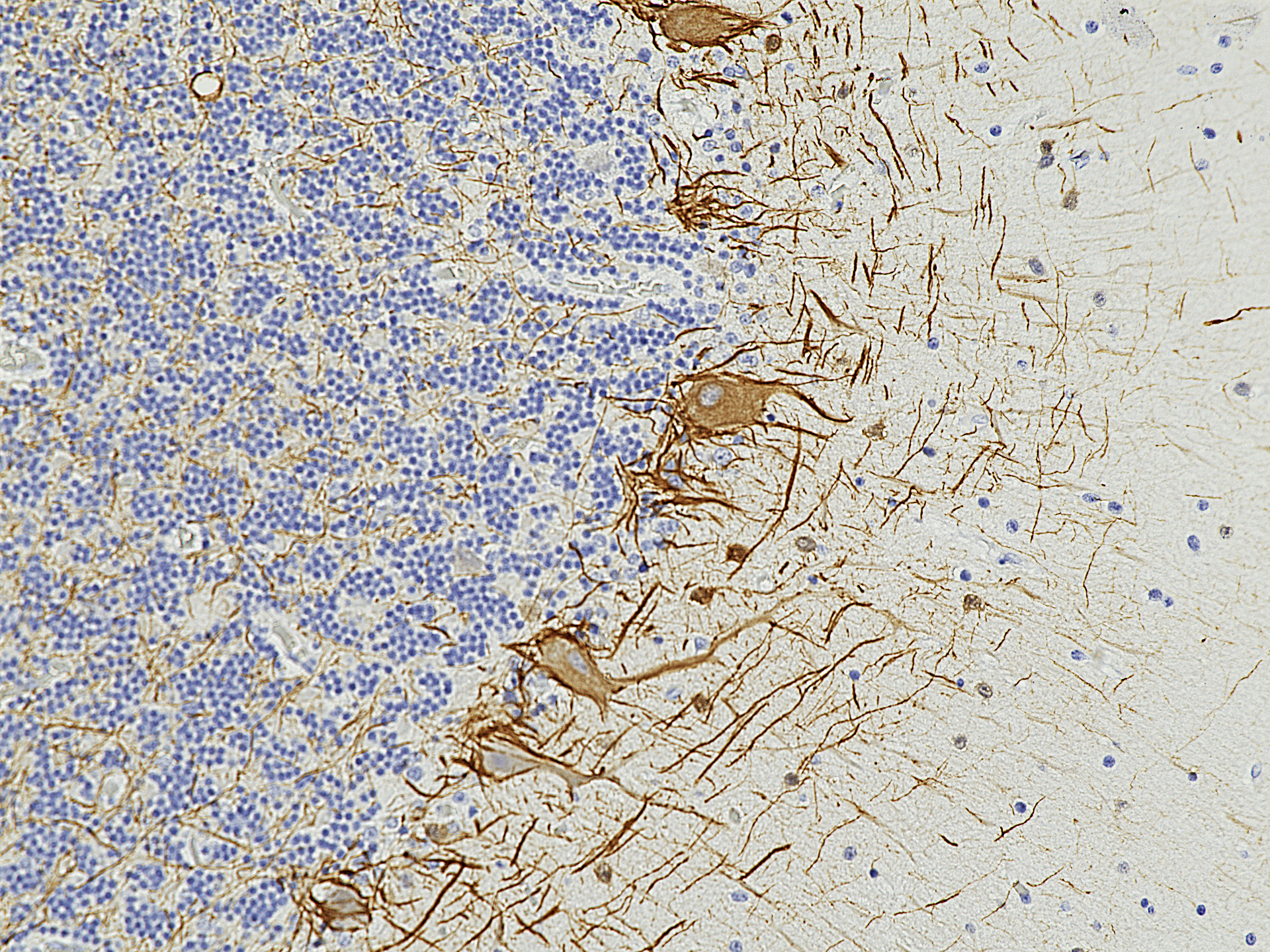
Korfcellen rond de perikarya van de purkinjecellen met de axonen van de parallelle vezels

Zenuwcellen uit verschillende hersengebieden, zoals de neocortex, substantia nigra en hippocampus, blijken autapsen te bevatten.
Autapsen komen relatief overvloediger voor bij de GABA-ergische korfcellen (rond de purkinjecellen vormen de korfcellen een korfje) en dendriet doelcellen van de visuele cortex van de kat in vergelijking met stekelige stercellen, dubbele boeket cellen (de dendrieten lijken op twee boeketjes) en piramidecellen, wat suggereert dat de mate van zelf-innervatie van neuronen celspecifiek is.  Bovendien waren op dendriet gerichte cel-autapsen gemiddeld verder van het perikaryon verwijderd dan korfcel-autapsen.
80% van de binnenste laag V-piramidale neuronen in de zich ontwikkelende neocortices van ratten bevatten autapse verbindingen, die zich meer op basale dendrieten en dendrieten vertakkend van apicale dendrieten bevonden dan op de belangrijkste apicale dendrieten.  De dendritische posities van synaptische verbindingen van hetzelfde celtype waren vergelijkbaar met die van autapsen, wat suggereert dat autapse en synapse netwerken een gemeenschappelijk vormingsmechanisme delen.

## Betekenis voor ziekten
In de jaren negentig werd gedacht dat paroxysmale depolariserende tussenaanvallen van epileptiforme ontladingen van het shift-type voornamelijk afhankelijk waren van autaptische activiteit voor individuele, prikkelsafgevende hippocampus ratneuronen die in de microcultuur werden gekweekt.
Meer recentelijk is aangetoond dat in menselijke neocorticale weefsels van patiënten met hardnekkige epilepsie de GABA-ergische output-autapsen van neuronen met een snelle wisseling van de membraanpotentiaal een sterkere asynchrone afgifte hebben vergeleken met zowel niet-epileptisch weefsel als andere soorten synapsen waarbij neuronen met een snelle wisseling van de membraanpotentiaal betrokken zijn. De studie vond vergelijkbare resultaten met behulp van een ratmodel. Er werd gedacht dat een toename van de resterende Ca2+-concentratie naast de actiepotentiaalamplitude in deze-neuronen deze toename in asynchrone afgifte van epileptisch weefsel zou veroorzaken. Anti-epileptica zouden zich mogelijk kunnen richten op deze asynchrone afgifte van GABA, dat zich ongebreideld lijkt voor te doen bij autapsen van deze neuronen.